# Amarenomyces
Amarenomyces is een geslacht van schimmels uit de familie der Phaeosphaeriaceae (ascomyceten). De typesoort is het helmgrasvulkaantje (Amarenomyces ammophilae).

## Soorten
Volgens Index Fungorum telt het geslacht twee soorten (peildatum maart 2023):
| Soortnaam                                    | Auteur(s)                     | Publicatiejaar |
| -------------------------------------------- | ----------------------------- | -------------- |
| Amarenomyces ammophilae (Helmgrasvulkaantje) | (Lasch) O.E. Erikss.          | 1981           |
| Amarenomyces dactylidis                      | Mapook, Camporesi & K.D. Hyde | 2017           |